# Bayoneta Arri
La bayoneta Arri es un sistema de montura de objetivo desarrollado por la empresa Arri para el uso de objetivos de cámara de cine de 16 mm y 35 mm. Los objetivos de este tipo se distinguen por sus "alas", y se colocan en la montura mientras que dos lengüetas de presión están simultáneamente deprimidas en el lado de la montura de objetivo de la cámara. Estas "alas" proporcionan un mecanismo de bloqueo relativamente fuerte, que permite la colocación de objetivos de mayor calidad que los soportados por la montura Arri estándar.
Debutó en 1965 con la 16BL, el montaje de la Arri fue superado por el montaje estándar, pero las cámaras con montura de bayoneta también fueron capaces de acomodar los objetivos de Arri a un modo estándar, debido a que los montajes tienen la misma distancia focal de brida y diámetro. Sin embargo, las cámaras con montajes tipo Arri estándar fueron incapaces de adaptarse a los objetivos con montura de este modelo, debido al mecanismo de bloqueo. La montura de bayoneta comenzó a ser reemplazada alrededor de 1980 por el Arri PL, que se ha convertido en el sistema de montaje abrumadoramente predominante para la mayoría de las cámaras modernas, junto con Panavision y su montura PV.